# Siprianus Hormat

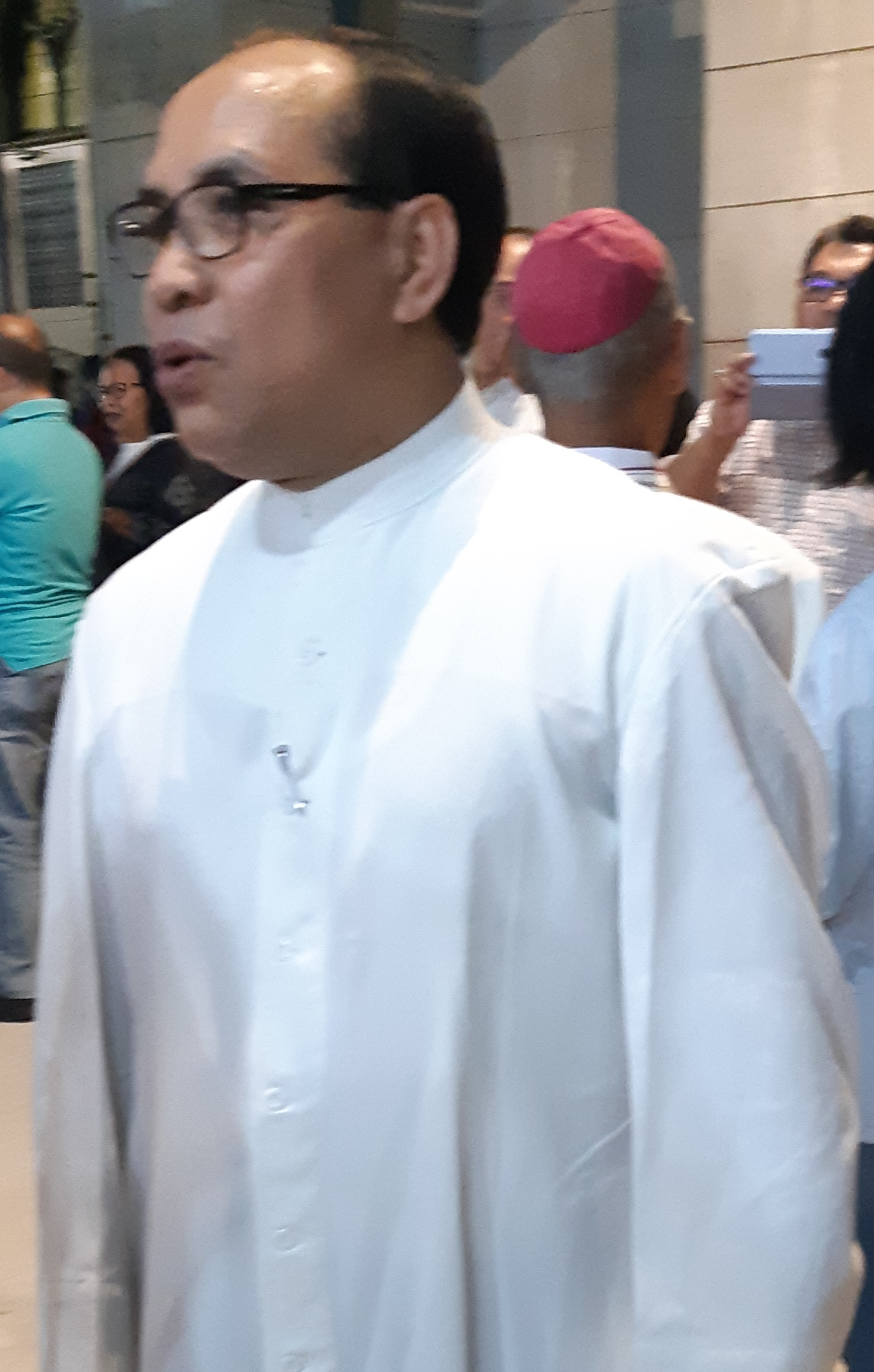
Siprianus Hormat, 2018

Siprianus Hormat (* 16. Juli 1965 in Cibal) ist ein indonesischer Geistlicher und römisch-katholischer Bischof von Ruteng.

## Leben
Siprianus Hormat besuchte das Kleine Seminar Pius XII. in Kisol. Anschließend studierte er Philosophie und Katholische Theologie in Ledalero und am interdiözesanen Priesterseminar St. Petrus in Ritapiret. Hormat empfing am 8. Oktober 1995 das Sakrament der Priesterweihe für das Bistum Ruteng.
Nach der Priesterweihe war Siprianus Hormat zunächst als Pfarrvikar in Cewonikit und als Direktor der diözesanen Kommission für Jugendpastoral tätig, bevor er 1996 Ausbilder am Priesterseminar in Ritapiret wurde. Von 1997 bis 1999 war er Seelsorger in der Pfarrei San Pasquale in Jakarta. Anschließend wurde Hormat für weiterführende Studien nach Rom entsandt, wo er an der Päpstlichen Universität Gregoriana einen Kurs für Ausbilder an Priesterseminaren absolvierte und 2002 an der Päpstlichen Akademie Alfonsiana ein Lizenziat im Fach Moraltheologie erwarb. Nach der Rückkehr in seine Heimat war Siprianus Hormat als Ausbilder und Dozent am Priesterseminar in Ritapiret und am diözesanen Pastoralinstitut in Ruteng tätig. Von 2013 bis 2016 war Hormat Sekretär der bischöflichen Kommission für die Priesterseminare und die Indonesische Bibelgesellschaft. 2016 wurde er Sekretär der Indonesischen Bischofskonferenz. Daneben war er von 2014 bis 2017 Präsident der Nationalen Priestervereinigung von Indonesien (UNIO).
Am 13. November 2019 ernannte ihn Papst Franziskus zum Bischof von Ruteng. Der Erzbischof von Jakarta, Ignatius Kardinal Suharyo Hardjoatmodjo, spendete ihm am 19. März 2020 in der Kathedrale Santo Yosef dan Santa Maria Asumpta in Ruteng die Bischofsweihe; Mitkonsekratoren waren der Erzbischof von Ende, Vincentius Sensi Potokota, und der Bischof von Denpasar, Silvester Tung Kiem San.